# Stadtkirche Heiligenhafen

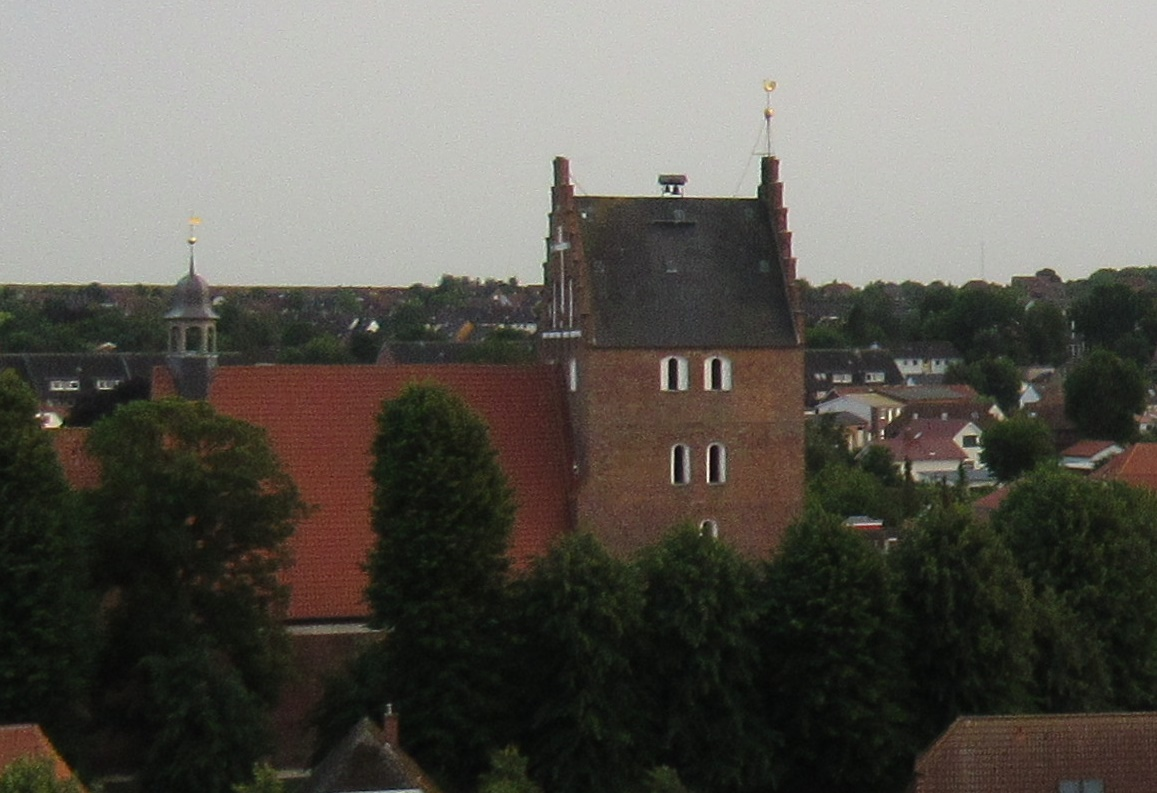
Stadtkirche Heiligenhafen

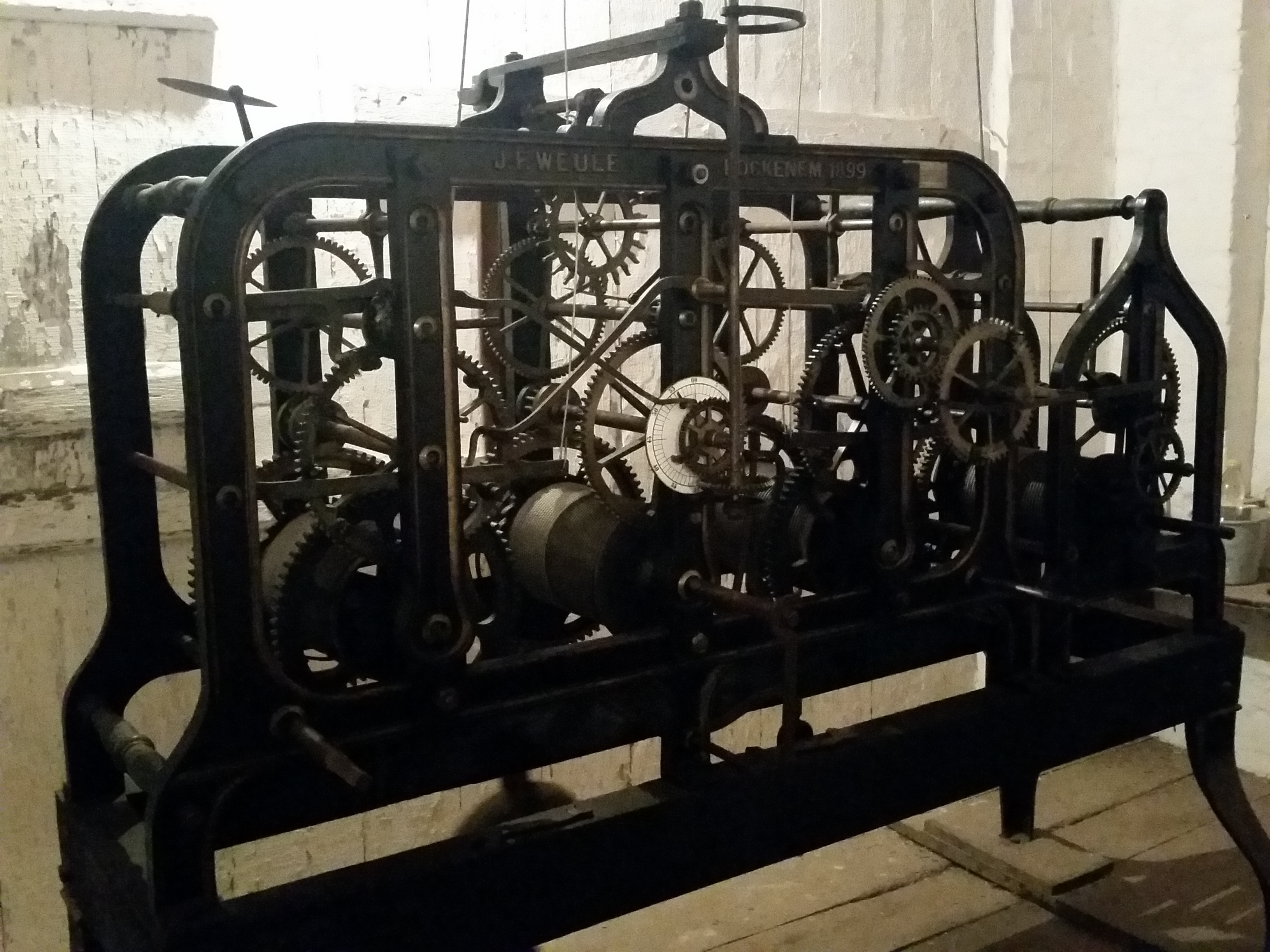
Historisches Uhrwerk von J. F. Weule in der Stadtkirche (1899)

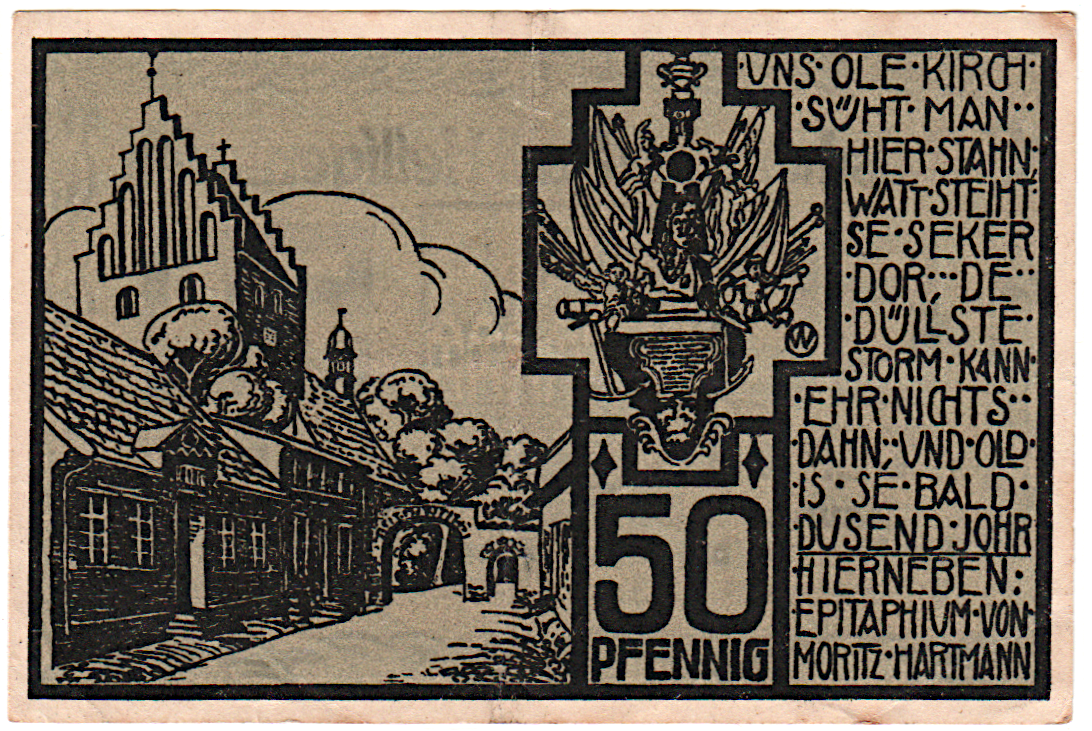
Die Stadtkirche mit dem Epitaphium auf einem Notgeldschein aus Heiligenhafen

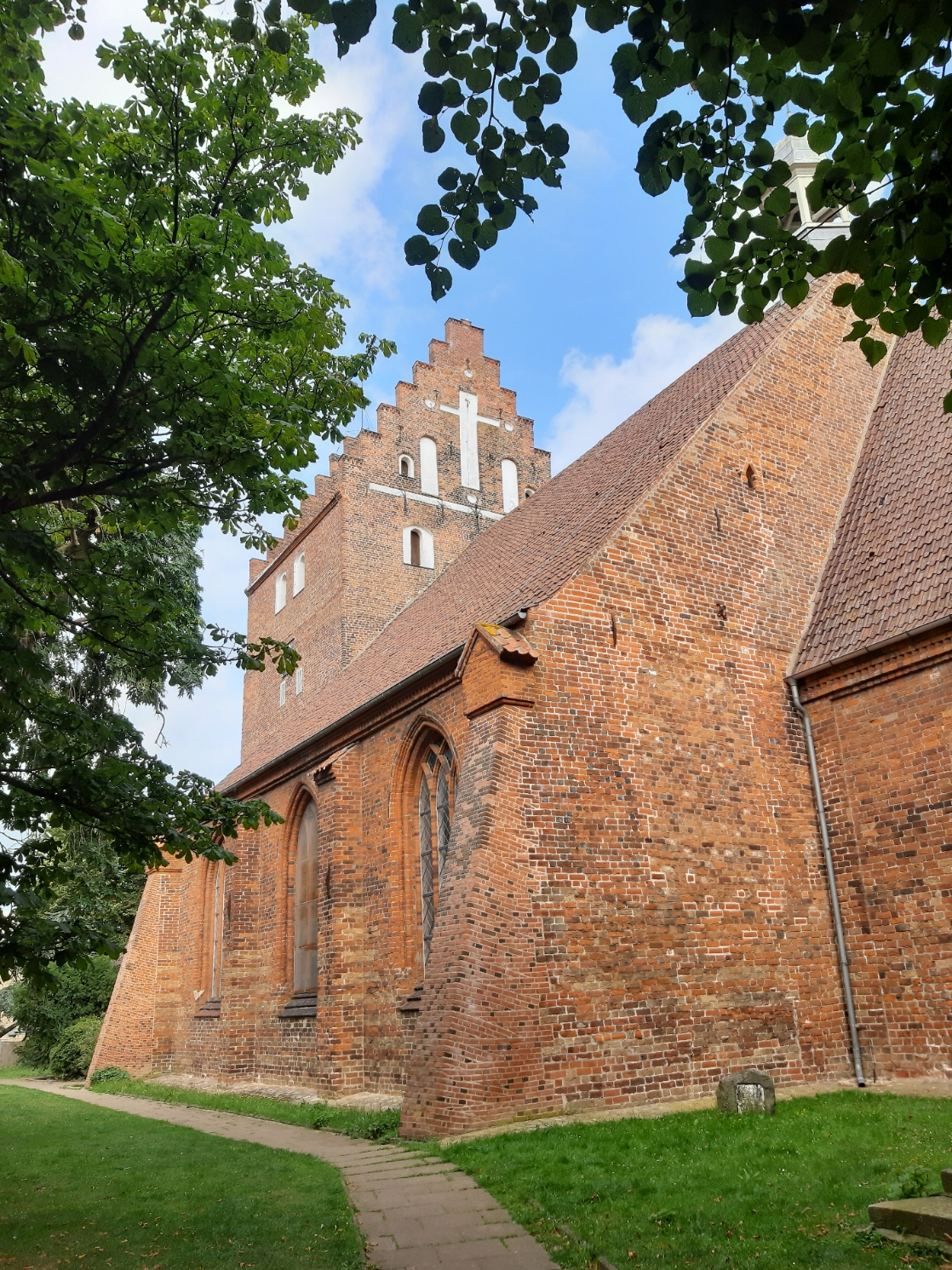
Blick auf das Kirchenschiff

Die evangelische Stadtkirche Heiligenhafen ist ein Kirchengebäude und Kulturdenkmal in der Altstadt von Heiligenhafen im Kreis Ostholstein in Schleswig-Holstein.

## Baugeschichte
Die Kirche wurde um die Mitte des 13. Jahrhunderts in romanisch-gotischem Übergangsstil erbaut, etwa fünfzig Jahre vor der ersten urkundlichen Erwähnung der Stadt Heiligenhafen. Die Kirche gilt als frühes Zeugnis der Christianisierung Norddeutschlands. Als Inhaber der Pfründe im 13. Jahrhundert ist der Kirchherr Hermann von Heiligenhafen überliefert.
Die dreischiffige Hallenkirche aus Backstein hat einen frühgotischen Kastenchor des mittleren 13. Jahrhunderts mit Sockel, Ecklisenen, Rundbogenfries, östlicher Dreifenstergruppe und eine heute vermauerte Priestertür. Das Kirchenschiff ist drei Joche lang und nur geringfügig breiter als der Chor.
Die Kirche wurde mehrfach umgebaut, ihre heutige Gestalt erhielt sie in den 1950er Jahren. In den 1970er Jahren wurde der Innenraum neu bestuhlt und der Altar neu gestaltet. 1974 wurde eine neue Orgel eingebaut.

## Ausstattung
In der Turmhalle befindet sich ein spätgotischer Grabstein (Smit † 1481) aus Kalk. Evangelistensymbole und Wappen zieren den 177 × 120 cm großen Stein.
Im Innenraum der Kirche befindet sich eine Figur des Heiligen Christophorus vom Anfang des 16. Jahrhunderts; sie misst 265 cm in der Höhe. Der Schnitzer ist unbekannt. Es wird aber vermutet, dass es ein von der Renaissance beeinflusster Schüler Claus Bergs, einem Lübecker Meister, war.
Im Chor befindet sich an der Nord- und Südwand ein geschnitztes Chorgestühl. Es wurde in einer unbekannten Werkstatt um 1515 geschaffen. Im Norden besitzt das Gestühl eine Vorderbrüstung mit drei Türen. Die Rückwand über den durchlaufenden Sitzbank wird von Baldachinen bekrönt. An den Seitenwangen sind Relieffiguren des Paulus, Andreas und der Gottesmutter Maria. Im südlichen Gestühl sind fünf Sitze ohne Rückwand mit Relieffiguren der Heiligen Petrus, Antonius, Nikolaus und Barbara.
Im Altarraum befinden sich Holzskulpturen von Adam und Eva, vermutlich Geschenke eines dänischen Königs. Die Schlange, die Eva umgibt, zeigt am Kopfende Evas Antlitz. Der Figur der Eva fehlt der rechte Unterarm. Obwohl der Künstler unbekannt ist, besteht eine gewisse Nähe zu oberdeutsch beeinflusster Schnitzkunst. Beide Figuren tragen goldfarben gelockte Haare und vor sich je einen Wappenschild, die eine Datierung zwischen 1521 und 1524 nahelegen. Die ungewöhnlich freizügige Darstellung der Holzplastiken bekräftigt die Vermutung einer Schöpfung in der Renaissance.
Der geschmiedete Kronleuchter stammt aus dem Jahr 1592.
Die pokalförmige Taufe besteht aus Holz und wurde in der Mitte des 17. Jahrhunderts geschaffen. Der Schaft ist von Karyatiden umgeben. Hermenförmige Bögen umspannen das Taufbecken. In den Feldern sind Blumenornamente verarbeitet.
Über einem Seitenausgang hängt das Epitaph des Seefahrers Moritz Hartmann. Dieser wird als Seeheld dargestellt, dessen Büste von Fahnen, Waffen und einem Schiffsanker umgeben ist und der über dem Harnisch den Markusorden trägt. Das Epitaph wurde 1698 vom Bildhauer Thomas Quellinus gefertigt und gilt als ein bedeutendes Kunstwerk des Spätbarock. Das Epitaph wurde durch Moritz Hartmanns Bruder mit einem Geldlegat der Stadtkirche vermacht. 
Aus dem Jahr 1701 stammt das Pastorenbild Buchardi (Öl auf Leinwand; 226 × 149 cm).
Neben dem Eingang zur Gedenkhalle befindet sich an der Wand ein Ölgemälde (206 × 103 cm). Es zeigt die Szene der Kreuzigung. Wahrscheinlich handelt es sich dabei um das ehemalige Altargemälde aus dem Jahr 1702. Auch dieser Künstler ist unbekannt. Bis 1954 lagerte dieses Gemälde auf dem Boden der Kirche, bis es dann seinen Platz an dieser Stelle bekam.
Im Kirchenschiff hängen Schiffsmodelle, u. a. das 1636 gestiftete Schiff ‚Samson‘ und ein dreimastiges Votivschiff aus dem 18. Jahrhundert mit einer Länge von 1,2 m.
Im Chor befinden sich Glasfenster von Richard Süßmuth.

Einige hell gebrochene Bronzekunstwerke des Hamburger Bildhauers Fritz Fleer befinden sich im Chorraum. Darin handelt es sich um ein Kruzifix aus dem Jahr 1986, einen Taufkerzenständer aus dem Jahr 1989 und ein Lesepult aus dem Jahr 1990.

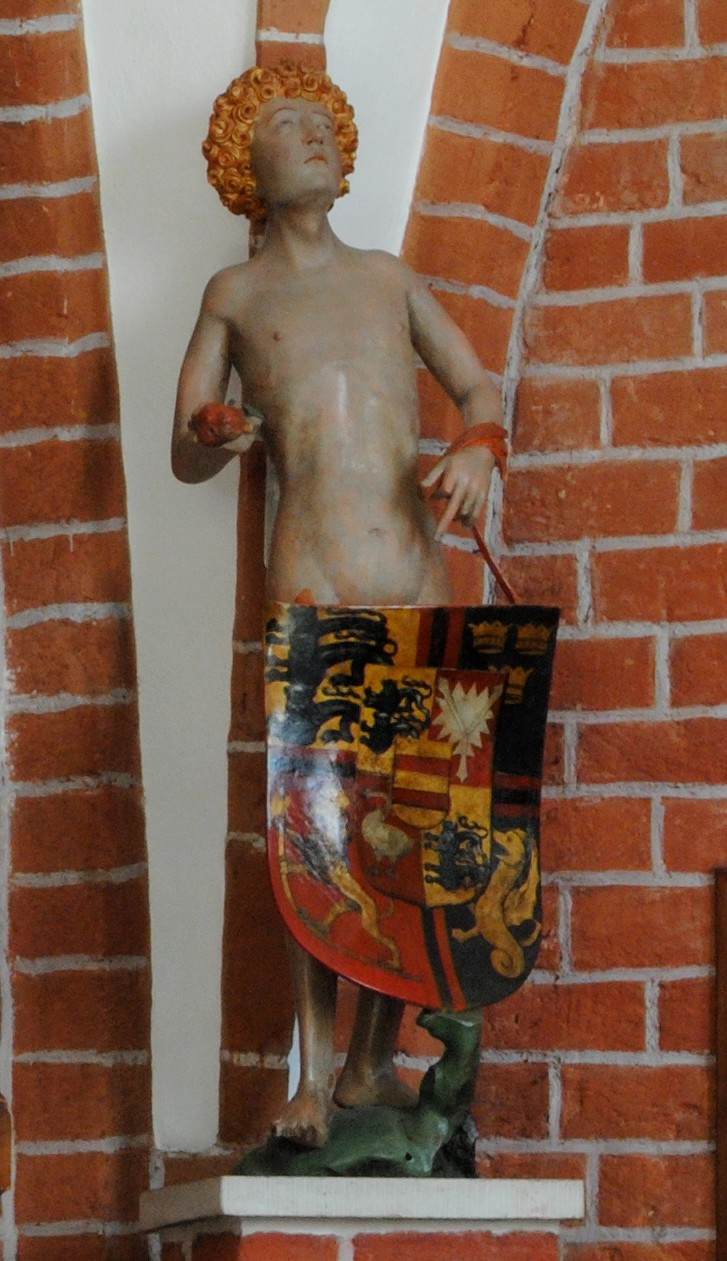
Holzskulptur Adams im Chor, 1520er Jahre
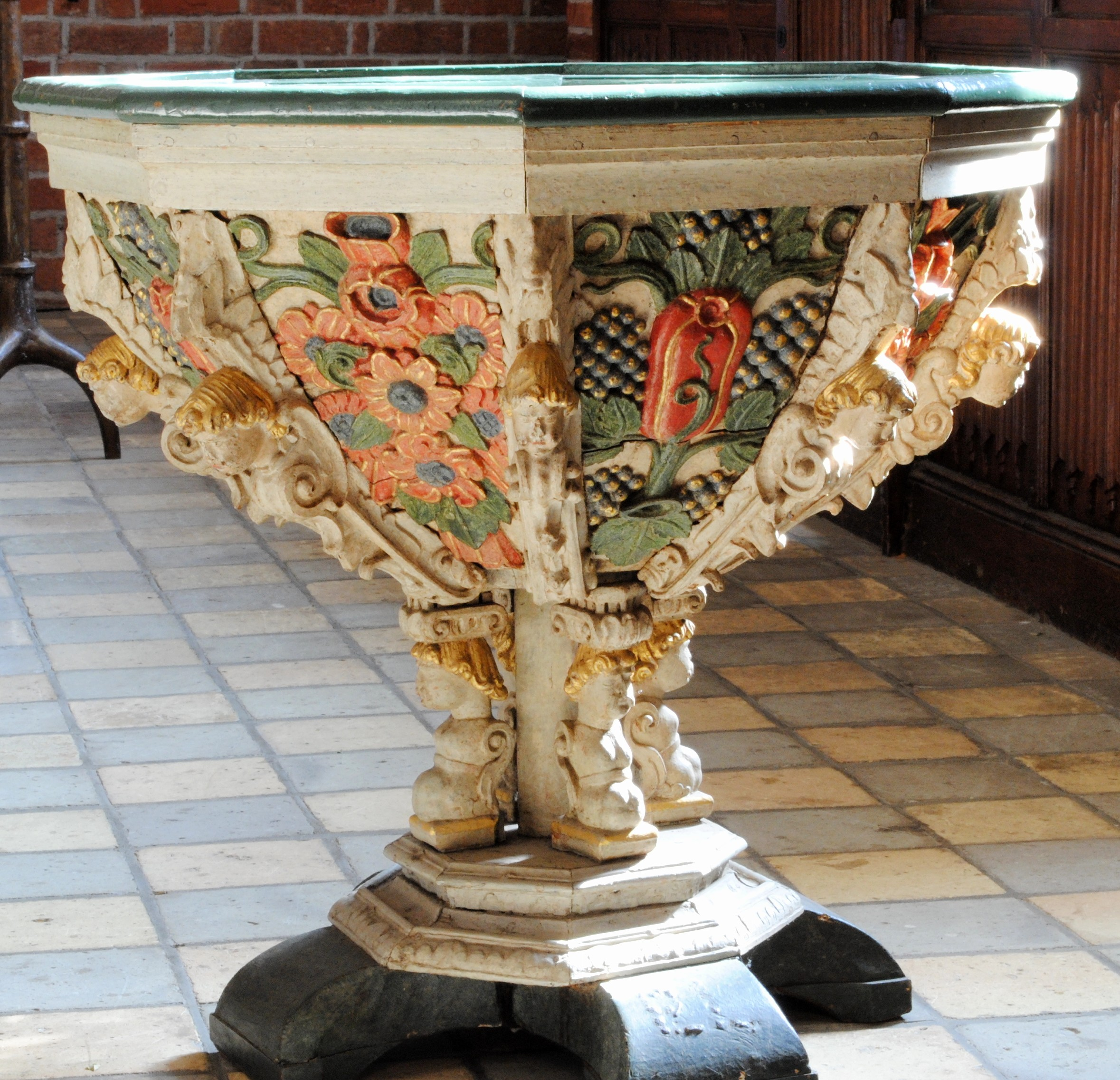
Holztaufbecken, 17. Jahrhundert
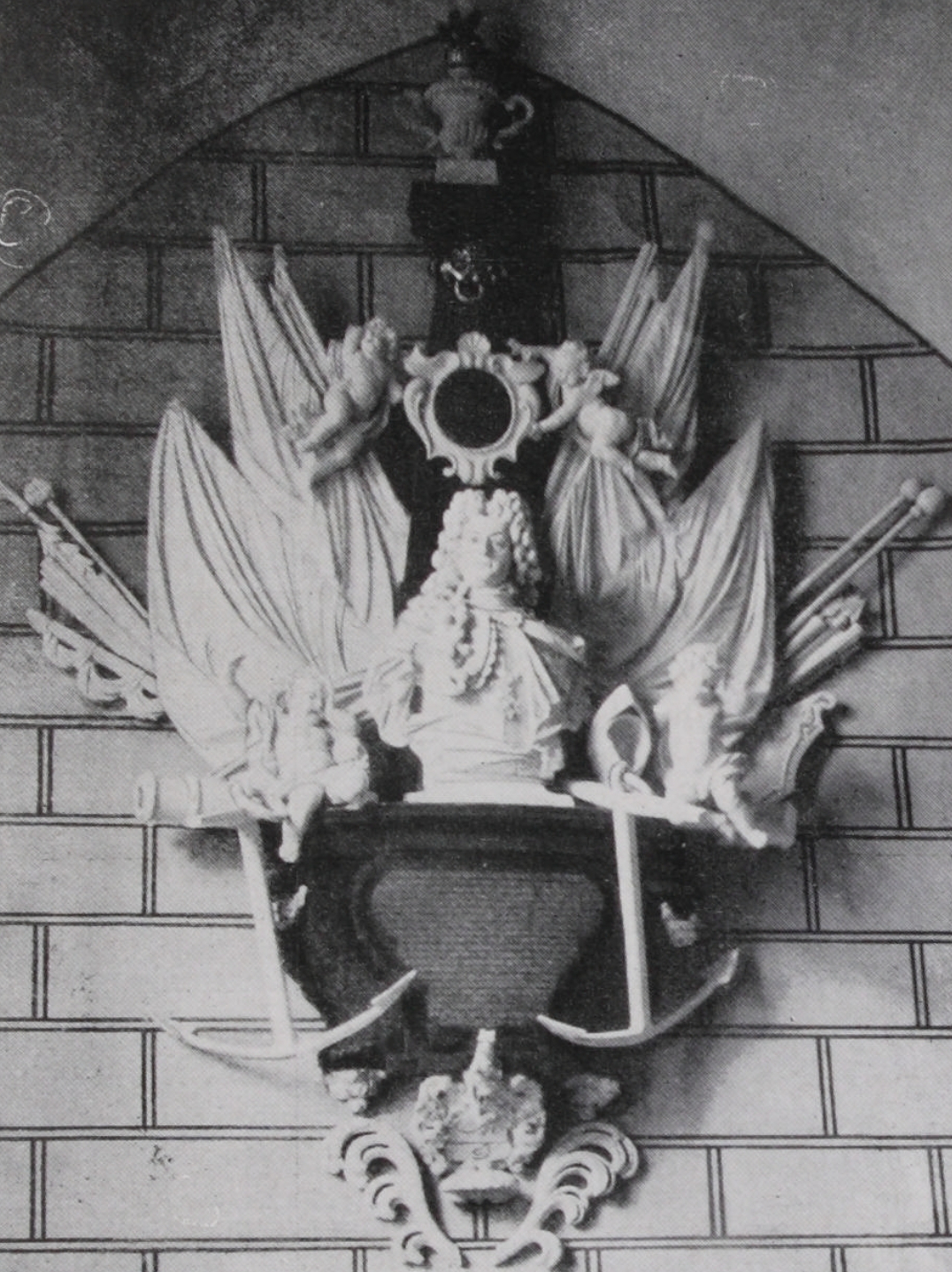
Thomas Quellinus: Epitaph von Moritz Hartmann, um 1698

## Glocken
Die 1553 vom Glockengießer Karsten Middeldorp geschaffene Glocke wurde 1901 eingeschmolzen. 1673 goss Nikolaus Gage eine weitere Glocke für die Kirche. Das heutige Geläut besteht aus drei Gussstahlglocken aus dem Jahre 1901, gestimmt auf d′, f′ und as′.

## Orgel

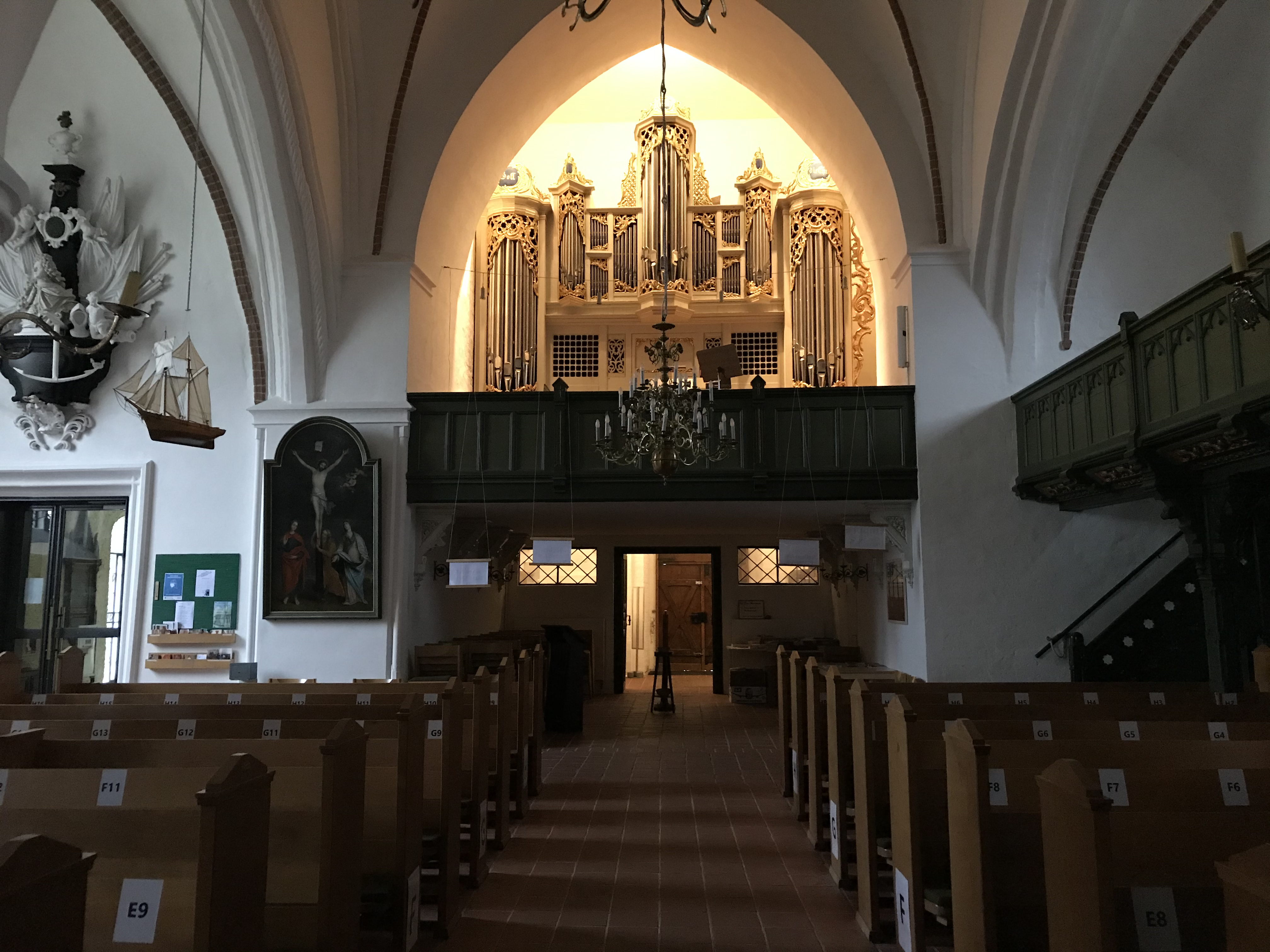
Orgel von Friedrich Weigle hinter dem historischen Prospekt

Die heutige Orgel wurde 1974 von der Firma Weigle auf einem Kernbestand von 1517 hinter einem mehrfach überarbeiteten, historischen Prospekt errichtet und besitzt 29 Register auf zwei Manualen und Pedal.
| I Hauptwerk C– |              |        |
|                | Bourdon      | 16′    |
|                | Prinzipal    | 08′    |
|                | Gemshorn     | 08′    |
|                | Oktave       | 04′    |
|                | Hohlflöte    | 04′    |
|                | Nasat        | 2 2/3′ |
|                | Oktave       | 02′    |
|                | Waldflöte    | 02′    |
|                | Mixtur IV–VI | 1 ⁄3′  |
|                | Zimbel III   | 1 ⁄2′  |
|                | Trompete     | 08′    |
|                | Tremulant    |        |

| II Schwellwerk C– |                |       |
|                   | Grobgedackt    | 8′    |
|                   | Quintatön      | 8′    |
|                   | Prinzipal      | 4′    |
|                   | Rohrflöte      | 4′    |
|                   | Oktave         | 2′    |
|                   | Sifflöte       | 1 ⁄3′ |
|                   | Sesquialter II |       |
|                   | Scharf IV      | 1′    |
|                   | Krummhorn      | 8′    |
|                   | Tremulant      |       |

| Pedal C– |                |       |
|          | Subbass        | 16′   |
|          | Prinzipal      | 08′   |
|          | Spitzgamba     | 08′   |
|          | Dolkan         | 04′   |
|          | Rohrpommer     | 04′   |
|          | Flöte          | 02′   |
|          | Hintersatz III | 2 ⁄3′ |
|          | Posaune        | 16′   |
|          | Trompete       | 04′   |

- Koppeln: II/I, I/P, II/P
- Spielhilfen: 2 freie Kombinationen, Pedalkombination, Schwelltritt, Zungenabsteller, Walze

## Sonstiges
Theodor Storm erwähnte die Kirche in seiner 1882 erschienenen Novelle Hans und Heinz Kirch und beschreibt deren Innenraum:

„Auch Kapitän Kirch selber konnte es sonntags beim Gottesdienst nicht unterlassen, von seinem Schifferstuhle nach unten in die Kirche hinabzuschielen, wo sein schmucker Junge bei der Mutter saß. Unterweilen schweiften auch wohl seine Blicke drüben nach dem Epitaphe, wo zwischen mannigfachen Siegestrophäen sich die Marmorbüste eines stattlichen Mannes in gewaltiger Allongeperücke zeigte“

## Pastoren
- Hermann von Heiligenhafen
- Carl Nicolaus Kähler
- Christian August Valentiner
- Rainer Jarchow